# Mikan

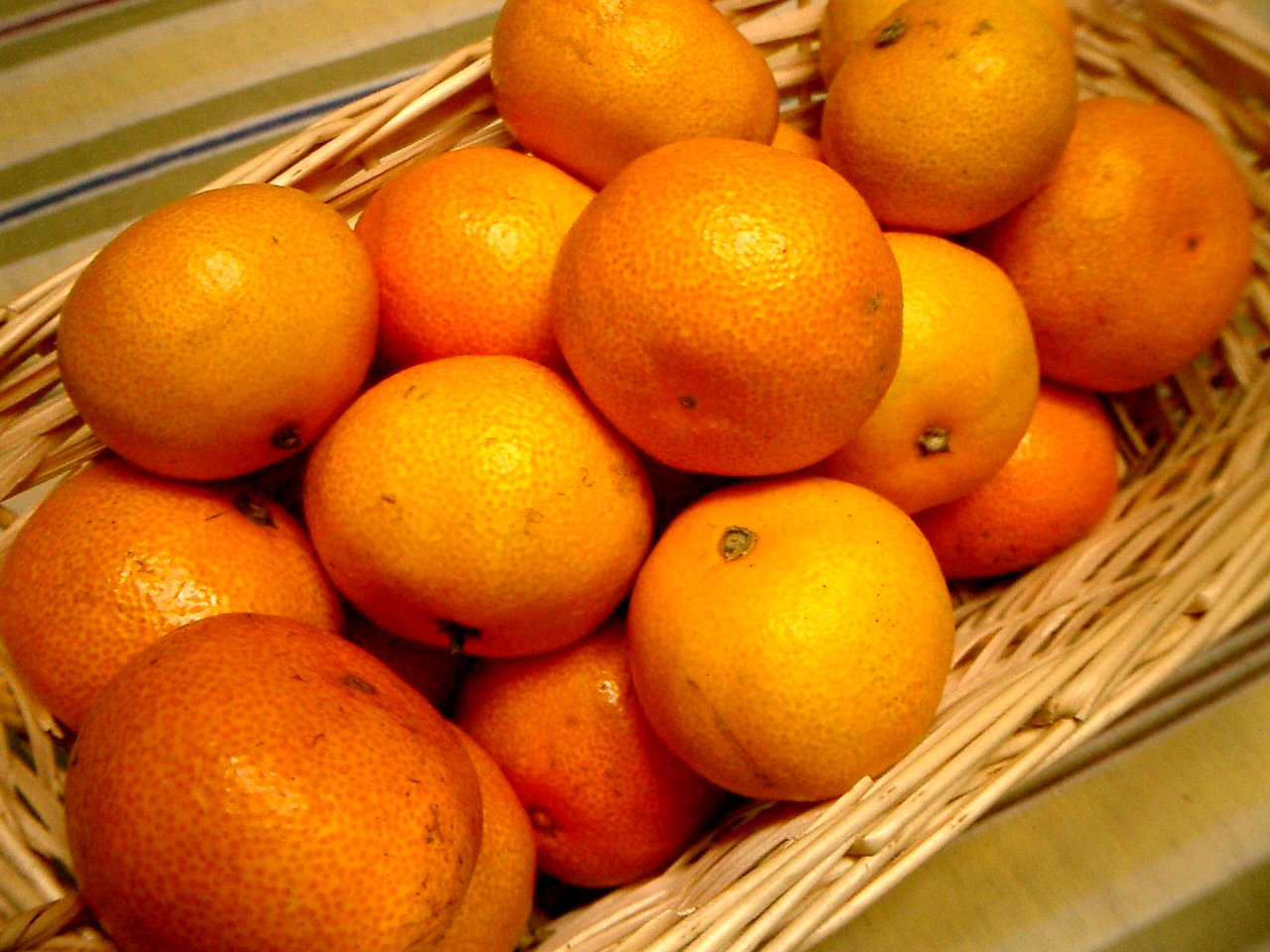
Un coş cu mikan

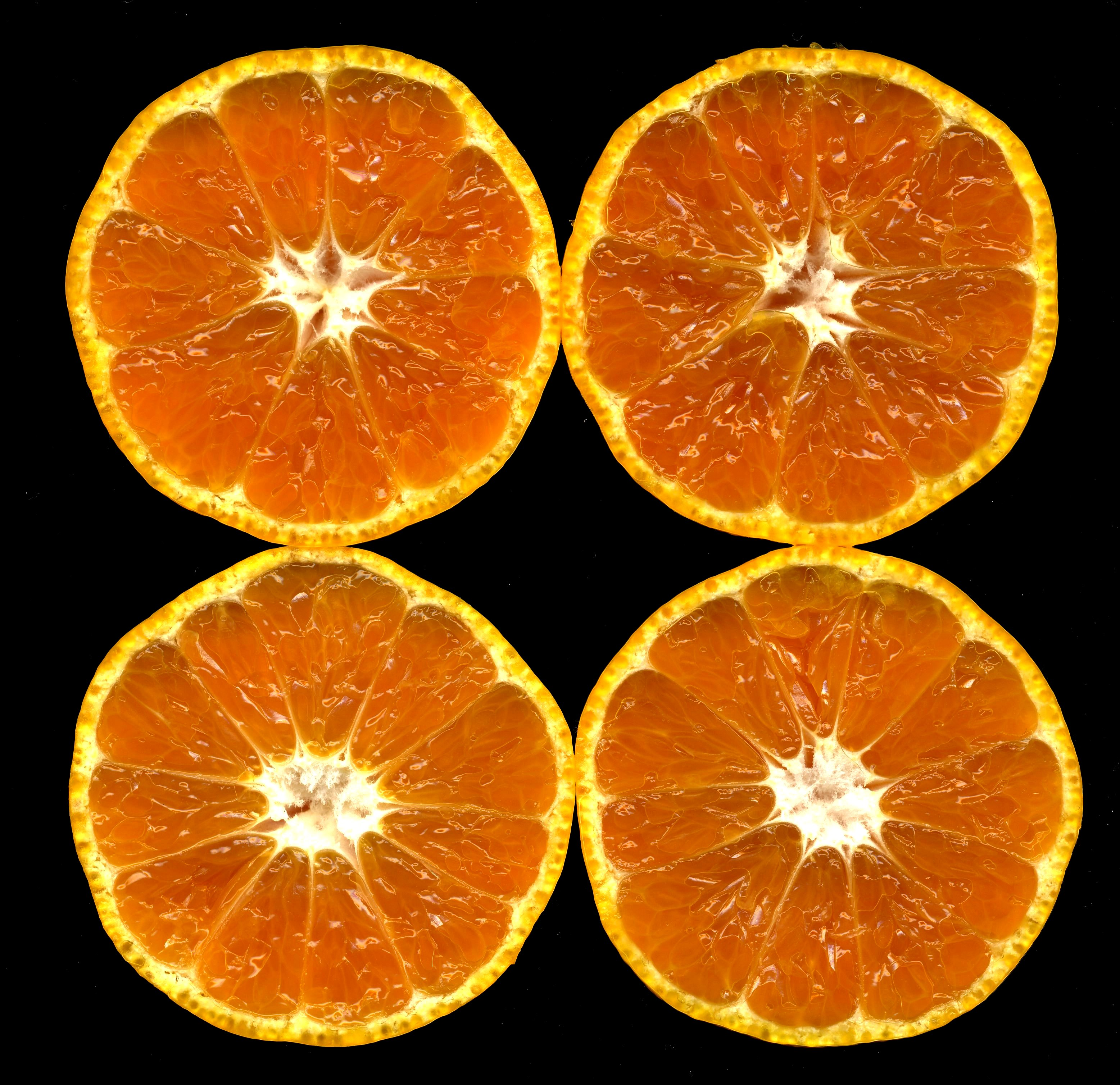
Secţionare

Mikan este un fruct citric originar din China, care este cunoscut și sub alte nume: "citrus unshiu", "unshu mikan" (în Japonia), "satsuma". Nu trebuie confundat cu mandarina, cu toate că uneori este vândut în Europa drept mandarină fără sâmburi.
Mikan-ul este dulce, de obicei fără sâmburi, iar ca mărime seamănă cu mandarina (ceva mai mic decât o portocală. Cântărește aprox. 100 g. Fructul are o coajă subțire, pieloasă, cu glandele proeminente. Coaja este atașată ușor de fruct, ceea ce face ca cojirea să fie facilă. Mikan-ul are o pulpă moale, sensibilă la lovire, lucru care, datorită cojii pieloase, nu poate fi observat imediat prin inspecție vizuală (deseori folosită pentru stabilirea calității fructelor).
Pomul de mikan este mic, peren, cu coroană răspândită în mod inegal. Frunzele sunt relativ mari și lanceolate. Fructele de mikan sunt fructele cele mai cultivate în Japonia, atât ca suprafață cât și ca volum.
Pulpa este împărțită în 10-12 bucăți.
Numele "satsuma" (des folosit în Statele Unite ale Americii) provine de la provincia Satsuma din insula japoneză Kyūshū. În 1876, soția unui diplomat american în Japonia a dus în SUA mai multe fructe mikan din provincia Satsuma.
Denumirea Citrus unshiu a fost folosită prima dată de Vasil Vasilievich Markovich în 1921.

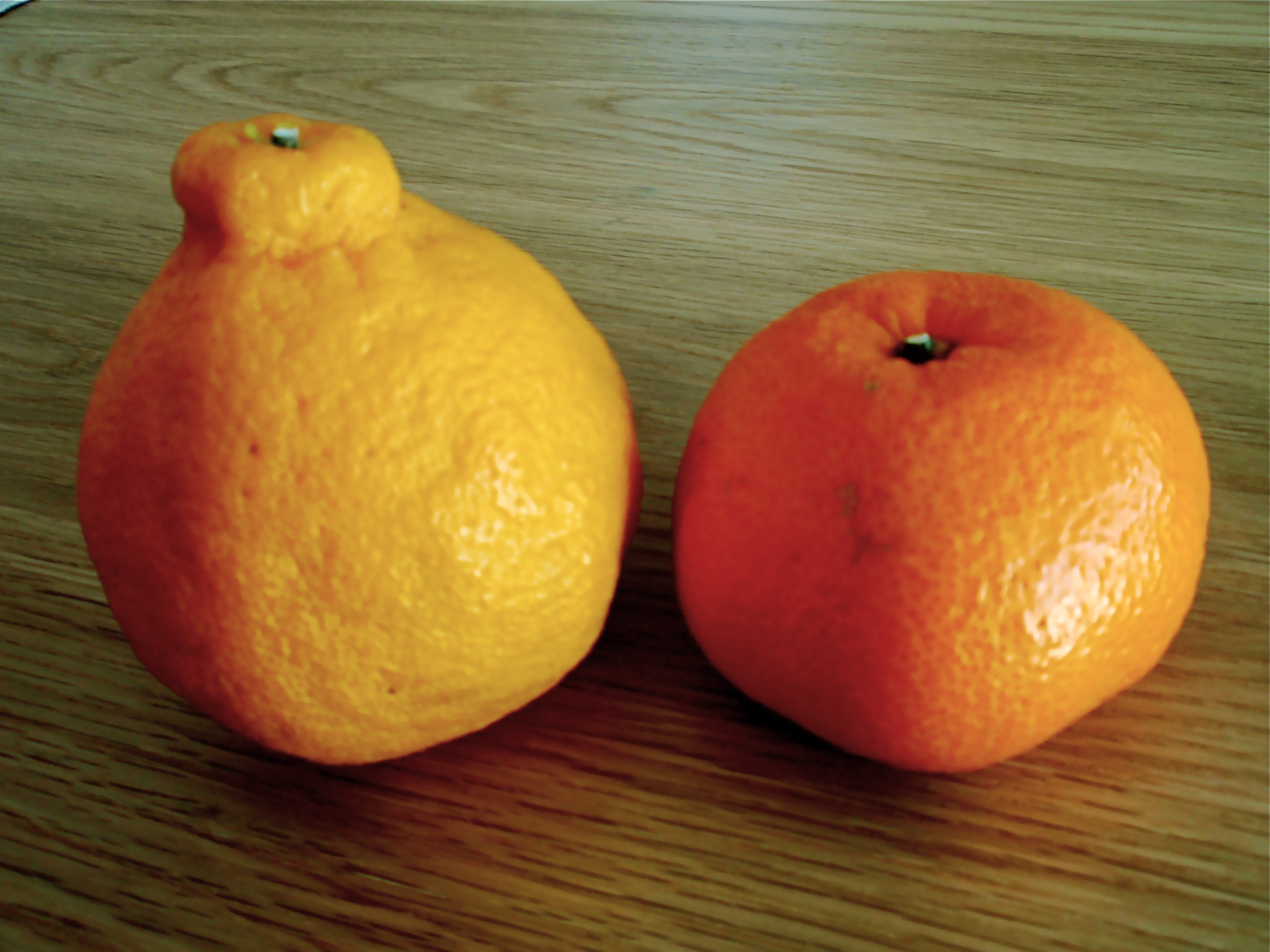
Dekopon și mikan

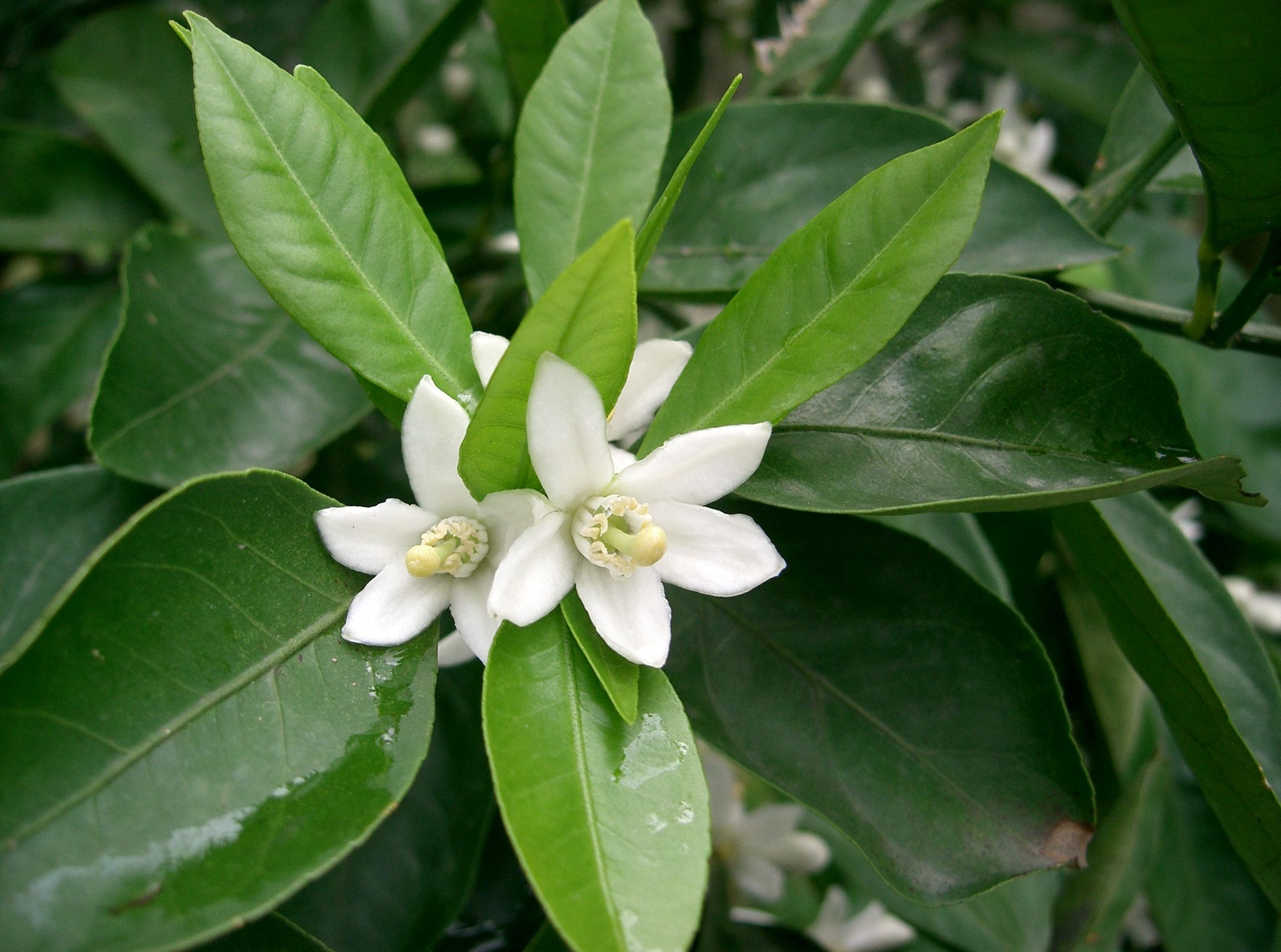
Floare de mikan